# Blumenthal (Luxembourg)
Pour les articles homonymes, voir Blumenthal.
Blumenthal, (en luxembourgeois : Blummendall ), est un lieu-dit à cheval sur les communes luxembourgeoises de Bech et de Junglinster.